# ジョー・ウェスト (審判員)
ジョゼフ・ヘンリー・"ジョー"・ウェスト（Joseph Henry "Joe" West, 1952年10月31日 - ）は、アメリカ合衆国・ノースカロライナ州バンコム郡アシュビル出身の野球審判員、シンガーソングライターである。2009年より世界審判協会（World Umpires Association）の代表（2代目）を務めている。
審判番号は22。ニックネームは「Cowboy Joe（カウボーイ・ジョー）」、「Country Joe（カントリー・ジョー）」。

## 経歴
イーストカロライナ大学とイーロン大学在学時はフットボール選手だった。
1974年にジム・エバンス審判学校に入学し、野球の審判としてのキャリアをスタートさせる。
翌1975年にAA級カロライナリーグで審判員デビューすると、早くも1976年9月14日にはメジャーデビューを果たした。
2017年現在までにオールスター3度（1987年、2005年、2017年）、ワールドシリーズ6度（1992年、1997年、2005年、2009年、2012年、2016年）の出場経験がある。
2004年には日本開幕戦（ニューヨーク・ヤンキース対タンパベイ・デビルレイズ）とイチローのシーズン262安打達成試合（10月3日、シアトル・マリナーズ対テキサス・レンジャーズ）で球審、2007年にはクレイ・バックホルツがメジャーデビュー2戦目でのノーヒットノーラン達成試合（9月1日、ボストン・レッドソックス対ボルチモア・オリオールズ）で球審を務めている。
2021年5月25日のホワイトソックス対カージナルス戦で通算5376試合目の審判を務め、史上最多を更新した。

## 人物
審判業以外ではシンガーソングライターとしても活動しており、1988年には「Blue Cowboy」、2008年には「Diamond Dreams」というタイトルのCDをリリースしている。